# Campeonato de Fórmula Dois da FIA de 2011
O Campeonato de Fórmula Dois da FIA de 2011 foi a terceira temporada do Campeonato de Fórmula Dois da FIA, organizada pela Federação Internacional de Automobilismo (FIA). Esta temporada teve início em 16 de abril no Circuito de Silverstone e terminou em 30 de outubro no Circuito da Catalunha.

## Pilotos
| No. | Piloto               | Patrocínio(s)                        | Etapas    |
| --- | -------------------- | ------------------------------------ | --------- |
| 2   | James Cole           | Comma                                | Todas     |
| 3   | Armaan Ebrahim       | JK Racing                            | 1–6       |
| 4   | Mirko Bortolotti     | Bortolotti Construzioni              | Todas     |
| 5   | Alex Brundle         | GAC Logistics                        | Todas     |
| 6   | Miki Monrás          | Paddock Boulevard - Silver Lining    | Todas     |
| 8   | Plamen Kralev        | M-tel                                | Todas     |
| 9   | Mihai Marinescu      | Brasov – Romania                     | Todas     |
| 10  | Max Snegirev         | Klaxon                               | Todas     |
| 11  | Jack Clarke          | APO / KSS Design                     | Todas     |
| 12  | Kelvin Snoeks        | HDI – Gerling                        | Todas     |
| 13  | José Luis Abadín     | Racing for Galicia                   | 1–3, 5, 8 |
| 14  | Jolyon Palmer        | PalmerSport                          | 4         |
| 15  | Ramón Piñeiro        | Next Level / Movimiento I'm Possible | Todas     |
| 16  | Mikkel Mac           | Raaco / BM Steel Construction        | Todas     |
| 17  | Will Bratt           | La Fosse Associates / i4retail       | 1–4       |
| 18  | Tobias Hegewald      | CMG / Team Silverlining Convergence  | Todas     |
| 19  | Christopher Zanella  | Star                                 | Todas     |
| 20  | Julian Theobald      | Color Chemie Group                   | 1–4, 6–7  |
| 21  | Thiemo Storz         | Darsena Management                   | Todas     |
| 22  | Johannes Theobald    | Color Chemie Group                   | 1–4, 6    |
| 23  | Jon Lancaster        | Silver Lining                        | 2         |
| 24  | Tom Gladdis          | Silver Lining                        | 1         |
| 25  | René Binder          | Gloryfy                              | 6         |
| 26  | Luciano Bacheta      | Interwetten                          | 6–7       |
| 28  | Benjamin Lariche     | Quick Sorel                          | Todas     |
| 30  | Tom Mun              | Sung Kyun Kwan University            | Todas     |
| 33  | Parthiva Sureshwaren | Lycamobile                           | 1, 3–8    |
| 42  | Jordan King          | Hugo Boss                            | 3–5       |
| 77  | Natalia Kowalska     | Better World GP                      | 1–2       |
| 88  | Fabio Gamberini      | Lincx / Rodopark                     | 4         |

## Calendário
| Etapa | Etapa | Circuito/Local                        | País        | Data          | Pole Position       | Volta mais rápida   | Piloto vencedor     |
| ----- | ----- | ------------------------------------- | ----------- | ------------- | ------------------- | ------------------- | ------------------- |
| 1     | C1    | Silverstone Circuit, Northamptonshire | Reino Unido | 16 de abril   | Mirko Bortolotti    | Mirko Bortolotti    | Mirko Bortolotti    |
| 1     | C2    | Silverstone Circuit, Northamptonshire | Reino Unido | 17 de abril   | Miki Monrás         | Miki Monrás         | Miki Monrás         |
| 2     | C1    | Circuit de Nevers Magny-Cours         | França      | 14 de maio    | Alex Brundle        | Christopher Zanella | Christopher Zanella |
| 2     | C2    | Circuit de Nevers Magny-Cours         | França      | 15 de maio    | Christopher Zanella | Miki Monrás         | Christopher Zanella |
| 3     | C1    | Circuit de Spa-Francorchamps          | Bélgica     | 25 de junho   | Ramón Piñeiro       | Ramón Piñeiro       | Will Bratt          |
| 3     | C2    | Circuit de Spa-Francorchamps          | Bélgica     | 26 de junho   | Will Bratt          | Tobias Hegewald     | Mirko Bortolotti    |
| 4     | C1    | Nürburgring                           | Alemanha    | 2 de julho    | Mirko Bortolotti    | Mirko Bortolotti    | Mirko Bortolotti    |
| 4     | C2    | Nürburgring                           | Alemanha    | 3 de julho    | Mirko Bortolotti    | Mirko Bortolotti    | Mirko Bortolotti    |
| 5     | C1    | Brands Hatch, Kent                    | Reino Unido | 23 de julho   | Tobias Hegewald     | Jack Clarke         | Jack Clarke         |
| 5     | C2    | Brands Hatch, Kent                    | Reino Unido | 24 de julho   | Mirko Bortolotti    | Ramón Piñeiro       | Ramón Piñeiro       |
| 6     | C1    | Red Bull Ring, Spielberg              | Áustria     | 27 de agosto  | Ramón Piñeiro       | Mirko Bortolotti    | Ramón Piñeiro       |
| 6     | C2    | Red Bull Ring, Spielberg              | Áustria     | 28 de agosto  | Christopher Zanella | Mirko Bortolotti    | Ramón Piñeiro       |
| 7     | C1    | Autodromo Nazionale Monza             | Itália      | 1 de outubro  | Mihai Marinescu     | Mihai Marinescu     | Mihai Marinescu     |
| 7     | C2    | Autodromo Nazionale Monza             | Itália      | 2 de outubro  | Mirko Bortolotti    | Mihai Marinescu     | Mirko Bortolotti    |
| 8     | C1    | Circuit de Catalunya, Montmeló        | Espanha     | 29 de outubro | Mirko Bortolotti    | Mirko Bortolotti    | Mirko Bortolotti    |
| 8     | C2    | Circuit de Catalunya, Montmeló        | Espanha     | 30 de outubro | Mirko Bortolotti    | Mirko Bortolotti    | Mirko Bortolotti    |

## Classificação
| Pos. | Piloto               | SIL | SIL | MAG | MAG | SPA | SPA | NÜR | NÜR | BRH | BRH | RBR | RBR | MNZ | MNZ | CAT | CAT | Pontos |
| ---- | -------------------- | --- | --- | --- | --- | --- | --- | --- | --- | --- | --- | --- | --- | --- | --- | --- | --- | ------ |
| 1    | Mirko Bortolotti     | 1   | 2   | 6   | 3   | 2   | 1   | 1   | 1   | 5   | 2   | 2   | 2   | 2   | 1   | 1   | 1   | 298    |
| 2    | Christopher Zanella  | 7   | 3   | 1   | 1   | 3   | 2   | 2   | 3   | 6   | 7   | 12  | 4   | 5   | 6   | 6   | 7   | 189    |
| 3    | Ramón Piñeiro        | 5   | 11  | 5   | 9   | 7   | 12  | 14  | 10  | 2   | 1   | 1   | 1   | 4   | 2   | 3   | 2   | 185    |
| 4    | Miki Monrás          | 3   | 1   | 4   | 4   | 9   | 4   | 4   | 8   | 4   | 9   | Ret | 11  | 17  | 3   | 2   | 4   | 153    |
| 5    | Mihai Marinescu      | 4   | 5   | Ret | 5   | 8   | 5   | Ret | 11  | Ret | 4   | 3   | 3   | 1   | Ret | 5   | 3   | 138    |
| 6    | Tobias Hegewald      | 6   | 4   | 2   | 8   | 4   | Ret | 12  | 4   | 3   | 5   | 15  | 6   | 6   | 9   | 4   | 11  | 121    |
| 7    | Alex Brundle         | 19  | Ret | 3   | 2   | 5   | 7   | Ret | 5   | Ret | 17  | 4   | Ret | 3   | 4   | 8   | 5   | 112    |
| 8    | Jack Clarke          | 8   | 6   | 13  | 10  | 19  | 6   | 3   | 7   | 1   | 3   | 5   | Ret | 8   | 7   | 7   | 9   | 110    |
| 9    | Will Bratt           | 2   | DSQ | 8   | 7   | 1   | 3   | 7   | 2   |     |     |     |     |     |     |     |     | 92     |
| 10   | Kelvin Snoeks        | Ret | 8   | 10  | Ret | 10  | 9   | 6   | 19  | Ret | Ret | Ret | 5   | 11  | 8   | 9   | 6   | 40     |
| 11   | Mikkel Mac           | 12  | 9   | 15  | 12  | 11  | 14  | 8   | 6   | 13  | 11  | Ret | 9   | 9   | 11  | 10  | 8   | 23     |
| 12   | Thiemo Storz         | 14  | 14  | 9   | 15  | 6   | 10  | 9   | 15  | Ret | Ret | Ret | 14  | 7   | Ret | 11  | 16  | 19     |
| 13   | Luciano Bacheta      |     |     |     |     |     |     |     |     |     |     | 7   | 10  | 10  | 5   |     |     | 18     |
| 14   | Jordan King          |     |     |     |     | 17  | 8   | 5   | 9   | Ret | 10  |     |     |     |     |     |     | 17     |
| 15   | Armaan Ebrahim       | 11  | 7   | 12  | Ret | 13  | 20  | 15  | 13  | 9   | 6   | 14  | Ret |     |     |     |     | 16     |
| 16   | Benjamin Lariche     | 13  | 10  | 11  | 13  | 20  | Ret | 13  | 12  | Ret | 8   | 8   | 8   | 13  | 10  | 13  | 10  | 15     |
| 17   | Jon Lancaster        |     |     | 7   | 6   |     |     |     |     |     |     |     |     |     |     |     |     | 14     |
| 18   | Max Snegirev         | 9   | Ret | 16  | 14  | 14  | 13  | 11  | 18  | 7   | Ret | 11  | 7   | 16  | Ret | 12  | 12  | 14     |
| 19   | Julian Theobald      | 17  | Ret | 17  | Ret | 15  | 15  | 16  | Ret |     |     | 6   | 12  | Ret | Ret |     |     | 8      |
| 20   | James Cole           | 15  | 13  | 18  | 17  | 16  | 16  | 18  | 14  | 8   | 12  | 9   | 18  | 14  | 15  | 14  | 15  | 6      |
| 21   | Johannes Theobald    | Ret | 16  | 14  | 11  | 12  | Ret | 10  | Ret |     |     | Ret | 16  |     |     |     |     | 1      |
| 22   | José Luis Abadín     | 16  | 18  | Ret | 16  | 18  | 11  |     |     | 10  | 15  |     |     |     |     | 15  | 13  | 1      |
| 23   | Plamen Kralev        | Ret | 17  | Ret | 18  | Ret | 18  | 17  | 17  | 12  | 13  | 10  | 15  | 12  | 13  | 16  | 17  | 1      |
| 24   | Tom Gladdis          | 10  | 15  |     |     |     |     |     |     |     |     |     |     |     |     |     |     | 1      |
| 25   | Parthiva Sureshwaren | 18  | Ret |     |     | 21  | 19  | NL  | Ret | 11  | 14  | Ret | 17  | 15  | 14  | 17  | 14  | 0      |
| 26   | Sung-Hak Mun         | 20  | 19  | 19  | 19  | Ret | 17  | 19  | Ret | 14  | 16  | 13  | 19  | Ret | 12  | Ret | NL  | 0      |
| 27   | Natalia Kowalska     | Ret | 12  | Ret | 20  |     |     |     |     |     |     |     |     |     |     |     |     | 0      |
| 28   | René Binder          |     |     |     |     |     |     |     |     |     |     | 16  | 13  |     |     |     |     | 0      |
| 29   | Fabio Gamberini      |     |     |     |     |     |     | 20  | 16  |     |     |     |     |     |     |     |     | 0      |
|      | Jolyon Palmer        |     |     |     |     |     |     | NL  | NL  |     |     |     |     |     |     |     |     | 0      |
| Pos. | Piloto               | SIL | SIL | MAG | MAG | SPA | SPA | NÜR | NÜR | BRH | BRH | RBR | RBR | MNZ | MNZ | CAT | CAT | Pontos |

| Cor      | Resultado            |
| -------- | -------------------- |
| Ouro     | Vencedor             |
| Prata    | 2º lugar             |
| Bronze   | 3º lugar             |
| Verde    | Terminou, nos pontos |
| Azul     | Terminou, sem pontos |
| Púrpura  | Retirou-se (Ret)     |
| Vermelho | Não qualificado (NQ) |
| Preto    | Desqualificado (DSQ) |
| Branco   | Não largou (NL)      |
| Sem cor  | Não participou (NP)  |
| Sem cor  | Lesionado (Les)      |
| Sem cor  | Excluído (EX)        |

- Nota: Os melhores 14 placares de cada piloto são contados para o campeonato, com quaisquer outros pontos sendo descartados.[30]